# Lathyrus cassius
Lathyrus cassius är en ärtväxtart som beskrevs av Pierre Edmond Boissier. Lathyrus cassius ingår i släktet vialer, och familjen ärtväxter. Inga underarter finns listade i Catalogue of Life.